# Aeroporto Internacional Santa Bernardina
O Aeroporto Internacional Santa Bernardina (IATA: DZO, ICAO: SUDU) é um aeroporto de uso público e militar localizado em Durazno, a capital do departamento de Durazno, no Uruguai.

## Facilidades
O aeroporto está situado em uma altitude de 93 metros  acima do nível médio do mar. Tem duas pistas: a 03/21 com uma superfície de concreto/asfalto, mede 2.279 m x 45 m e a 09/27 com uma superfície de asfalto, mede 1.452 m x 30 m.